# Gualdo (Narni)
Gualdo è una frazione del comune di Narni, in provincia di Terni.
Secondo i dati del censimento Istat del 2001, gli abitanti sono 292 .
Il paese si trova ad un'altezza di 277 m s.l.m..

## Storia
Diversi ritrovamenti archeologici in zona la fanno risalire all'epoca romana: vasi, armi, fibule e un sarcofago.
Diversamente dagli altri Gualdo del territorio umbro (Gualdo Tadino, Gualdo Cattaneo), il toponimo non ha origine germanica (wald significa bosco) bensì latina, da valium, ossia riparo o difesa.
Già dagli statuti emanati da Gregorio XI (nel periodo 1371-1378) il castello risulta appartenere a Narni.
Durante il Medioevo, agli uomini di Gualdo e Guadamello venne assegnato, nel 1533, il compito non facile di impedire l'accesso degli ortani al porticciolo di santa Lucida nella Valle del Tevere sotto il castello di Guadamello, come si legge nei documenti delle Riformanze narnesi.
Nel 1566, l'editto del Governatore ordina ai gualdesi di provvedere all'approvvigionamento della città, assieme ad altri paesi circostanti: cereali, frutta e pollame venivano venduti il sabato e, paradossalmente, dovevano anche pagare la relativa gabella dovuta per la vendita nei mercati.

## Monumenti e luoghi d'interesse
- Dell'antico castello, oramai scomparso, rimane solo la chiesa di San Pietro (XIII secolo) restaurata nel XVII secolo. All'interno, alcune tracce degli affreschi originali e una tavola del XIV secolo, raffigurante una Madonna "Libera Nos".

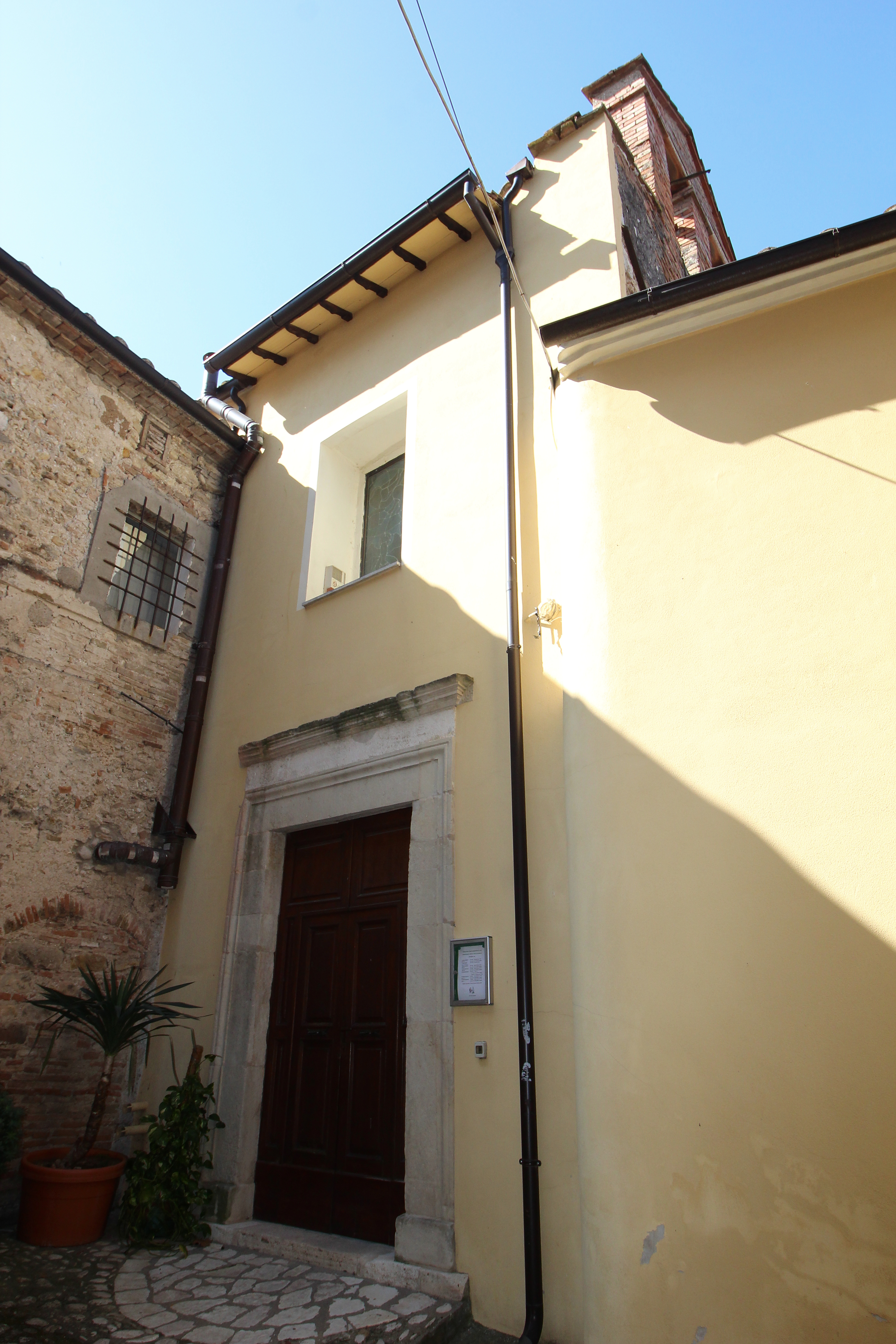
La chiesa dei Santi Pietro e Paolo nel centro storico
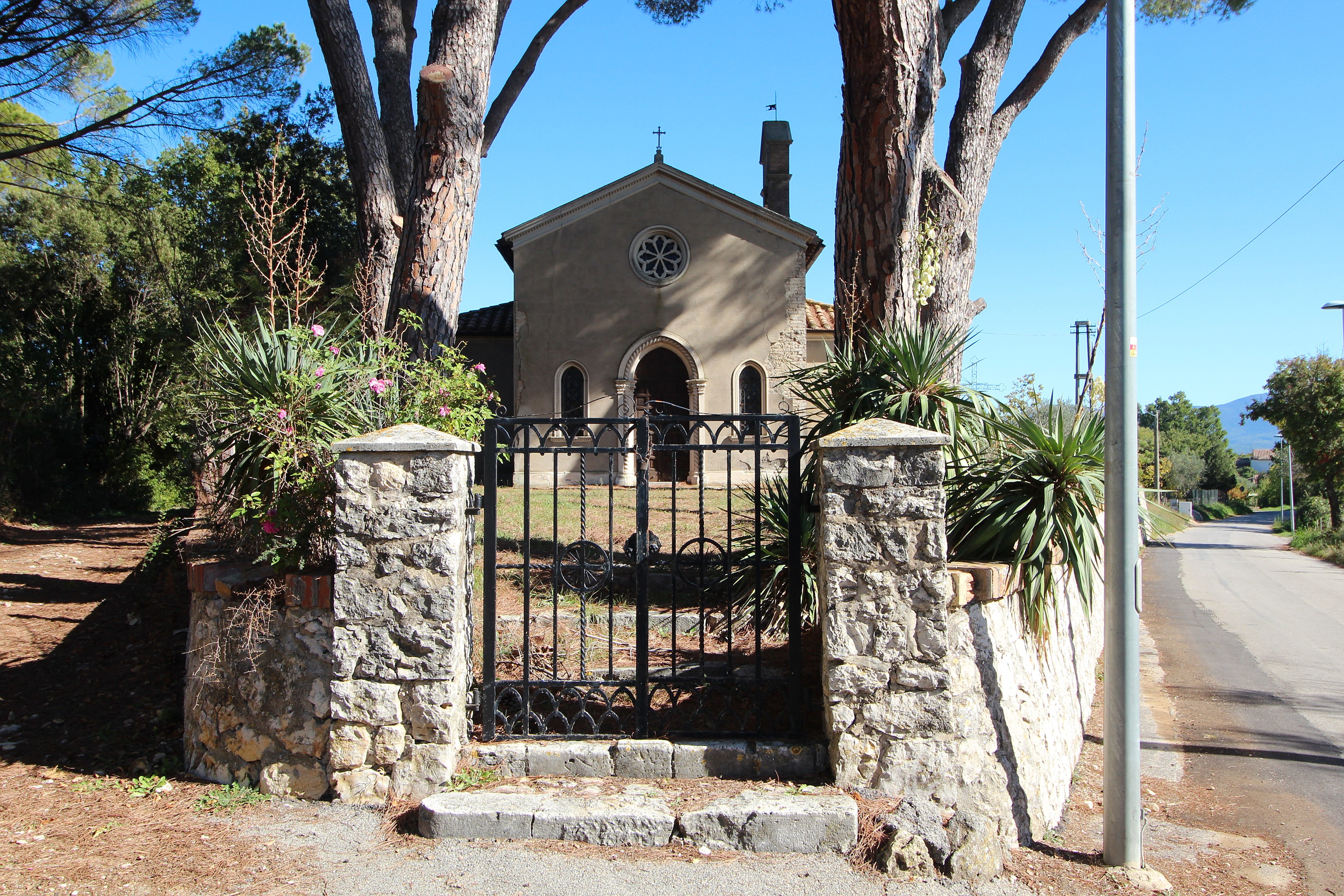
La chiesa di San Carlo fuori del paese
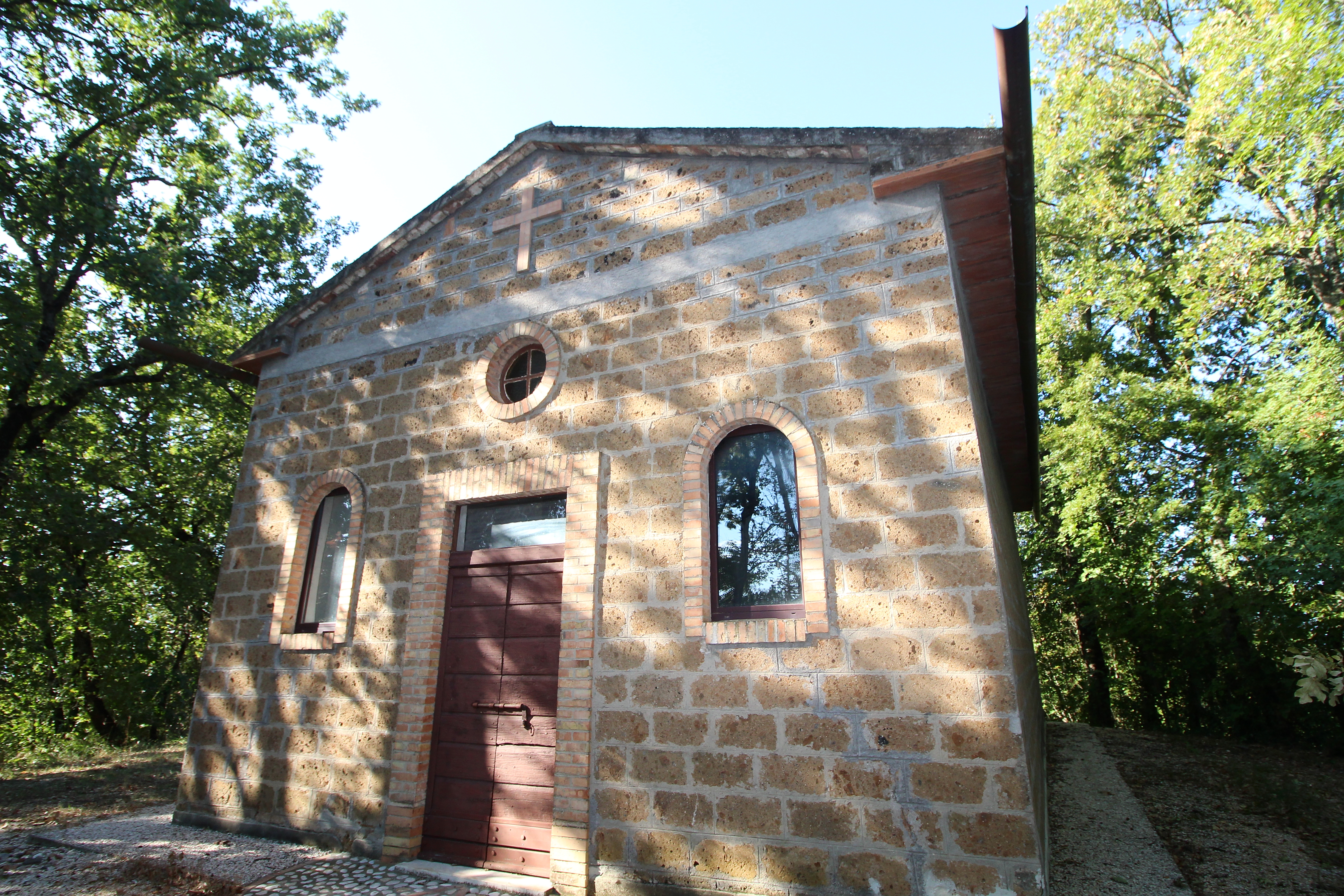
La chiesa di San Biagio vicino il cimitero

## Sport
- Nuova Gualdo Narni (calcio)